# Leon (Virgínia Ocidental)
Leon é uma cidade  localizada no estado norte-americano de Virgínia Ocidental, no Condado de Mason.

## Demografia
Segundo o censo norte-americano de 2000, a sua população era de 132 habitantes.
Em 2006, foi estimada uma população de 127, um decréscimo de 5 (-3.8%).

## Geografia
De acordo com o United States Census Bureau tem uma área de
1,0 km², dos quais 0,9 km² cobertos por terra e 0,1 km² cobertos por água.

## Localidades na vizinhança
O diagrama seguinte representa as localidades num raio de 24 km ao redor de Leon.